# Penicillaria simplex
Penicillaria simplex är en fjärilsart som beskrevs av Walker 1865. Penicillaria simplex ingår i släktet Penicillaria och familjen nattflyn. Inga underarter finns listade i Catalogue of Life.